# Copa Libertadores 1987
La Copa Libertadores 1987 fue la vigésima octava edición del torneo de clubes más importante de América del Sur, organizado por la Confederación Sudamericana de Fútbol, en la que participaron equipos de diez países sudamericanos: Argentina, Bolivia, Brasil, Chile, Colombia, Ecuador, Paraguay, Perú, Uruguay y Venezuela.
Peñarol se consagró campeón del certamen por quinta vez en su historia, al superar en un partido desempate a América de Cali de Colombia, que perdía su tercera final consecutiva, algo que no se había dado hasta entonces —y no se ha reiterado posteriormente— en la historia del certamen. Gracias al título, Peñarol disputó la Copa Intercontinental 1987 ante Porto de Portugal y clasificó a la tercera fase de la Copa Libertadores 1988. Asimismo, debió haber disputado la Copa Interamericana 1988 ante América de México; sin embargo, el enfrentamiento entre ambos, pautado para el 21 de abril de 1988, no contó con el aval ni de la Confederación Sudamericana de Fútbol ni de la Concacaf, razón por la cual el certamen acabó disputándose de manera amistosa bajo el nombre de Copa Confraternidad, con victoria para el equipo mexicano.

## Formato
El campeón vigente accedió de manera directa a la segunda fase, mientras que los 20 equipos restantes disputaron la primera. En ella, los clubes fueron divididos en cinco grupos de 4 equipos cada uno de acuerdo a sus países de origen, de manera que los dos representantes de una misma asociación nacional debían caer en la misma zona. El ganador de cada uno de los cinco grupos clasificó a la segunda fase, uniéndose al campeón vigente, estableciéndose dos zonas de 3 equipos. El primer posicionado en cada una de ellas accedió a la final, que se llevó a cabo en encuentros de ida y vuelta, disputándose un partido de desempate en caso de ser necesario.
|                           |                           | Equipos que entran en esta fase                                                                          | Equipos que provienen de la fase anterior |
| ------------------------- | ------------------------- | --- | ----------------------------------------- |
| Primera fase (20 equipos) | Primera fase (20 equipos) | - 2 equipos de Argentina, Bolivia, Brasil, Chile, Colombia, Ecuador, Paraguay, Perú, Uruguay y Venezuela |                                           |
| Segunda fase (6 equipos)  | Segunda fase (6 equipos)  | - 1 equipo, campeón de la Copa Libertadores 1986                                                         | - 5 equipos primeros de la Primera fase   |
| Final (2 equipos)         | Final (2 equipos)         | | - 2 equipos primeros de la Segunda fase   |

## Equipos participantes
En cursiva los equipos debutantes en el torneo.
| País                                | Equipo                                       | Vía de clasificación |
| ----------------------------------- | -------------------------------------------- | --- |
| Argentina 2 cupos + campeón vigente | River Plate Rosario Central Independiente    | Campeón de la Copa Libertadores 1986 Campeón del Campeonato de Primera División 1986-87 Ganador de la Liguilla Pre-Libertadores 1987 |
| Bolivia 2 cupos                     | The Strongest Oriente Petrolero              | Campeón del Campeonato de Primera División 1986 Subcampeón del Campeonato de Primera División 1986                                   |
| Brasil 2 cupos                      | São Paulo Guarani                            | Campeón del Campeonato Brasileño de 1986 Subcampeón del Campeonato Brasileño de 1986                                                 |
| Chile 2 cupos                       | Colo-Colo Cobreloa                           | Campeón del Campeonato de Primera División 1986 Ganador de la Liguilla Pre-Libertadores 1986                                         |
| Colombia 2 cupos                    | América de Cali Deportivo Cali               | Campeón del Campeonato Colombiano 1986 Subcampeón del Campeonato Colombiano 1986                                                     |
| Ecuador 2 cupos                     | El Nacional Barcelona                        | Campeón del Campeonato Ecuatoriano de 1986 Subcampeón del Campeonato Ecuatoriano de 1986                                             |
| Paraguay 2 cupos                    | Sol de América Olimpia                       | Campeón del Campeonato Paraguayo de 1986 Subcampeón del Campeonato Paraguayo de 1986                                                 |
| Perú 2 cupos                        | San Agustín Alianza Lima                     | Campeón del Campeonato Descentralizado 1986 Subcampeón del Campeonato Descentralizado 1986                                           |
| Uruguay 2 cupos                     | Peñarol Progreso                             | 1.º puesto de la Liguilla Pre-Libertadores de América de 1986 2.º puesto de la Liguilla Pre-Libertadores de América de 1986          |
| Venezuela 2 cupos                   | Unión Atlético Táchira Estudiantes de Mérida | Campeón de la Primera División Venezolana 1986 Subcampeón de la Primera División Venezolana 1986                                     |

### Distribución geográfica de los equipos
Distribución geográfica de las sedes de los equipos participantes:

## Primera fase

### Grupo 1
| Equipo                 | Pts. | PJ | PG | PE | PP | GF | GC | DG  |
| ---------------------- | ---- | -- | -- | -- | -- | -- | -- | --- |
| Independiente          | 9    | 6  | 4  | 1  | 1  | 13 | 4  | 9   |
| Rosario Central        | 8    | 6  | 3  | 2  | 1  | 12 | 7  | 5   |
| Unión Atlético Táchira | 7    | 6  | 3  | 1  | 2  | 11 | 12 | –1  |
| Estudiantes de Mérida  | 0    | 6  | 0  | 0  | 6  | 4  | 17 | –13 |

| \| Fecha \| Lugar \| Local \| Resultado \| Visitante \| \| ------------ \| ------------- \| ---------------------- \| --------- \| ---------------------- \| \| 18 de julio \| Mérida \| Estudiantes de Mérida \| 0:3 \| Rosario Central \| \| 19 de julio \| San Cristóbal \| Unión Atlético Táchira \| 3:2 \| Independiente \| \| 22 de julio \| San Cristóbal \| Unión Atlético Táchira \| 0:0 \| Rosario Central \| \| 23 de julio \| Mérida \| Estudiantes de Mérida \| 0:1 \| Independiente \| \| 26 de julio \| San Cristóbal \| Unión Atlético Táchira \| 3:2 \| Estudiantes de Mérida \| \| 1 de agosto \| Rosario \| Rosario Central \| 0:0 \| Independiente \| \| 4 de agosto \| Avellaneda \| Independiente \| 2:0 \| Estudiantes de Mérida \| \| 5 de agosto \| Rosario \| Rosario Central \| 3:2 \| Unión Atlético Táchira \| \| 8 de agosto \| Rosario \| Rosario Central \| 5:2 \| Estudiantes de Mérida \| \| 9 de agosto \| Avellaneda \| Independiente \| 5:0 \| Unión Atlético Táchira \| \| 16 de agosto \| Avellaneda \| Independiente \| 3:1 \| Rosario Central \| \| 16 de agosto \| Mérida \| Estudiantes de Mérida \| 0:3 \| Unión Atlético Táchira \| |               |                        |           |                        |
| Fecha | Lugar         | Local                  | Resultado | Visitante              |
| 18 de julio | Mérida        | Estudiantes de Mérida  | 0:3       | Rosario Central        |
| 19 de julio | San Cristóbal | Unión Atlético Táchira | 3:2       | Independiente          |
| 22 de julio | San Cristóbal | Unión Atlético Táchira | 0:0       | Rosario Central        |
| 23 de julio | Mérida        | Estudiantes de Mérida  | 0:1       | Independiente          |
| 26 de julio | San Cristóbal | Unión Atlético Táchira | 3:2       | Estudiantes de Mérida  |
| 1 de agosto | Rosario       | Rosario Central        | 0:0       | Independiente          |
| 4 de agosto | Avellaneda    | Independiente          | 2:0       | Estudiantes de Mérida  |
| 5 de agosto | Rosario       | Rosario Central        | 3:2       | Unión Atlético Táchira |
| 8 de agosto | Rosario       | Rosario Central        | 5:2       | Estudiantes de Mérida  |
| 9 de agosto | Avellaneda    | Independiente          | 5:0       | Unión Atlético Táchira |
| 16 de agosto | Avellaneda    | Independiente          | 3:1       | Rosario Central        |
| 16 de agosto | Mérida        | Estudiantes de Mérida  | 0:3       | Unión Atlético Táchira |

### Grupo 2
| Equipo            | Pts. | PJ | PG | PE | PP | GF | GC | DG |
| ----------------- | ---- | -- | -- | -- | -- | -- | -- | -- |
| América de Cali   | 8    | 6  | 3  | 2  | 1  | 13 | 5  | 8  |
| Deportivo Cali    | 8    | 6  | 4  | 0  | 2  | 13 | 5  | 8  |
| The Strongest     | 5    | 6  | 2  | 1  | 3  | 7  | 16 | –9 |
| Oriente Petrolero | 3    | 6  | 1  | 1  | 4  | 7  | 14 | –7 |

| \| Fecha \| Lugar \| Local \| Resultado \| Visitante \| \| ----------- \| ---------- \| ----------------- \| --------- \| ----------------- \| \| 7 de mayo \| Cali \| América de Cali \| 1:0 \| Deportivo Cali \| \| 7 de mayo \| La Paz \| The Strongest \| 3:2 \| Oriente Petrolero \| \| 12 de mayo \| La Paz \| The Strongest \| 2:1 \| Deportivo Cali \| \| 15 de mayo \| Santa Cruz \| Oriente Petrolero \| 0:1 \| Deportivo Cali \| \| 19 de mayo \| La Paz \| The Strongest \| 1:1 \| América de Cali \| \| 22 de mayo \| Santa Cruz \| Oriente Petrolero \| 1:1 \| América de Cali \| \| 26 de mayo \| Cali \| Deportivo Cali \| 2:1 \| América de Cali \| \| 29 de mayo \| Santa Cruz \| Oriente Petrolero \| 2:1 \| The Strongest \| \| 2 de junio \| Cali \| Deportivo Cali \| 5:1 \| Oriente Petrolero \| \| 5 de junio \| Cali \| América de Cali \| 3:1 \| Oriente Petrolero \| \| 9 de junio \| Cali \| Deportivo Cali \| 4:0 \| The Strongest \| \| 13 de junio \| Cali \| América de Cali \| 6:0 \| The Strongest \| |            |                   |           |                   |
| Fecha | Lugar      | Local             | Resultado | Visitante         |
| 7 de mayo | Cali       | América de Cali   | 1:0       | Deportivo Cali    |
| 7 de mayo | La Paz     | The Strongest     | 3:2       | Oriente Petrolero |
| 12 de mayo | La Paz     | The Strongest     | 2:1       | Deportivo Cali    |
| 15 de mayo | Santa Cruz | Oriente Petrolero | 0:1       | Deportivo Cali    |
| 19 de mayo | La Paz     | The Strongest     | 1:1       | América de Cali   |
| 22 de mayo | Santa Cruz | Oriente Petrolero | 1:1       | América de Cali   |
| 26 de mayo | Cali       | Deportivo Cali    | 2:1       | América de Cali   |
| 29 de mayo | Santa Cruz | Oriente Petrolero | 2:1       | The Strongest     |
| 2 de junio | Cali       | Deportivo Cali    | 5:1       | Oriente Petrolero |
| 5 de junio | Cali       | América de Cali   | 3:1       | Oriente Petrolero |
| 9 de junio | Cali       | Deportivo Cali    | 4:0       | The Strongest     |
| 13 de junio | Cali       | América de Cali   | 6:0       | The Strongest     |

Partido desempate
| Fecha       | Lugar |                 | Resultado    |                |
| ----------- | ----- | --------------- | ------------ | -------------- |
| 17 de junio | Cali  | América de Cali | 0:0 (4:2 p.) | Deportivo Cali |

### Grupo 3
| Equipo    | Pts. | PJ | PG | PE | PP | GF | GC | DG |
| --------- | ---- | -- | -- | -- | -- | -- | -- | -- |
| Cobreloa  | 8    | 6  | 3  | 2  | 1  | 8  | 4  | 4  |
| Colo-Colo | 7    | 6  | 2  | 3  | 1  | 6  | 4  | 2  |
| Guarani   | 5    | 6  | 1  | 3  | 2  | 6  | 8  | –2 |
| São Paulo | 4    | 6  | 1  | 2  | 3  | 9  | 13 | –4 |

| \| Fecha \| Lugar \| Local \| Resultado \| Visitante \| \| ----------- \| --------- \| --------- \| --------- \| --------- \| \| 25 de marzo \| Calama \| Cobreloa \| 1:0 \| Colo-Colo \| \| 27 de marzo \| Campinas \| Guarani \| 3:1 \| São Paulo \| \| 7 de abril \| Campinas \| Guarani \| 0:0 \| Cobreloa \| \| 10 de abril \| São Paulo \| São Paulo \| 2:1 \| Cobreloa \| \| 5 de mayo \| Campinas \| Guarani \| 0:0 \| Colo-Colo \| \| 8 de mayo \| São Paulo \| São Paulo \| 1:2 \| Colo-Colo \| \| 3 de junio \| Santiago \| Colo-Colo \| 0:0 \| Cobreloa \| \| 4 de junio \| São Paulo \| São Paulo \| 2:2 \| Guarani \| \| 9 de junio \| Calama \| Cobreloa \| 3:1 \| Guarani \| \| 12 de junio \| Santiago \| Colo-Colo \| 2:0 \| Guarani \| \| 16 de junio \| Calama \| Cobreloa \| 3:1 \| São Paulo \| \| 19 de junio \| Santiago \| Colo-Colo \| 2:2 \| São Paulo \| |           |           |           |           |
| Fecha | Lugar     | Local     | Resultado | Visitante |
| 25 de marzo | Calama    | Cobreloa  | 1:0       | Colo-Colo |
| 27 de marzo | Campinas  | Guarani   | 3:1       | São Paulo |
| 7 de abril | Campinas  | Guarani   | 0:0       | Cobreloa  |
| 10 de abril | São Paulo | São Paulo | 2:1       | Cobreloa  |
| 5 de mayo | Campinas  | Guarani   | 0:0       | Colo-Colo |
| 8 de mayo | São Paulo | São Paulo | 1:2       | Colo-Colo |
| 3 de junio | Santiago  | Colo-Colo | 0:0       | Cobreloa  |
| 4 de junio | São Paulo | São Paulo | 2:2       | Guarani   |
| 9 de junio | Calama    | Cobreloa  | 3:1       | Guarani   |
| 12 de junio | Santiago  | Colo-Colo | 2:0       | Guarani   |
| 16 de junio | Calama    | Cobreloa  | 3:1       | São Paulo |
| 19 de junio | Santiago  | Colo-Colo | 2:2       | São Paulo |

### Grupo 4
| Equipo         | Pts. | PJ | PG | PE | PP | GF | GC | DG |
| -------------- | ---- | -- | -- | -- | -- | -- | -- | -- |
| Barcelona      | 8    | 6  | 4  | 0  | 2  | 8  | 7  | 1  |
| Olimpia        | 7    | 6  | 3  | 1  | 2  | 9  | 10 | –1 |
| El Nacional    | 6    | 6  | 3  | 0  | 3  | 12 | 7  | 5  |
| Sol de América | 3    | 6  | 1  | 1  | 4  | 7  | 12 | –5 |

| \| Fecha \| Lugar \| Local \| Resultado \| Visitante \| \| ----------- \| --------- \| -------------- \| --------- \| -------------- \| \| 15 de marzo \| Asunción \| Olimpia \| 2:1 \| Sol de América \| \| 22 de marzo \| Quito \| El Nacional \| 2:0 \| Barcelona \| \| 1 de abril \| Asunción \| Olimpia \| 2:0 \| El Nacional \| \| 5 de abril \| Asunción \| Sol de América \| 2:1 \| El Nacional \| \| 8 de abril \| Asunción \| Sol de América \| 1:2 \| Barcelona \| \| 12 de abril \| Asunción \| Olimpia \| 1:0 \| Barcelona \| \| 13 de mayo \| Guayaquil \| Barcelona \| 2:1 \| El Nacional \| \| 14 de mayo \| Asunción \| Sol de América \| 2:2 \| Olimpia \| \| 20 de mayo \| Quito \| El Nacional \| 4:0 \| Olimpia \| \| 20 de mayo \| Guayaquil \| Barcelona \| 1:0 \| Sol de América \| \| 24 de mayo \| Guayaquil \| Barcelona \| 3:2 \| Olimpia \| \| 24 de mayo \| Quito \| El Nacional \| 4:1 \| Sol de América \| |           |                |           |                |
| Fecha | Lugar     | Local          | Resultado | Visitante      |
| 15 de marzo | Asunción  | Olimpia        | 2:1       | Sol de América |
| 22 de marzo | Quito     | El Nacional    | 2:0       | Barcelona      |
| 1 de abril | Asunción  | Olimpia        | 2:0       | El Nacional    |
| 5 de abril | Asunción  | Sol de América | 2:1       | El Nacional    |
| 8 de abril | Asunción  | Sol de América | 1:2       | Barcelona      |
| 12 de abril | Asunción  | Olimpia        | 1:0       | Barcelona      |
| 13 de mayo | Guayaquil | Barcelona      | 2:1       | El Nacional    |
| 14 de mayo | Asunción  | Sol de América | 2:2       | Olimpia        |
| 20 de mayo | Quito     | El Nacional    | 4:0       | Olimpia        |
| 20 de mayo | Guayaquil | Barcelona      | 1:0       | Sol de América |
| 24 de mayo | Guayaquil | Barcelona      | 3:2       | Olimpia        |
| 24 de mayo | Quito     | El Nacional    | 4:1       | Sol de América |

### Grupo 5
| Equipo       | Pts. | PJ | PG | PE | PP | GF | GC | DG |
| ------------ | ---- | -- | -- | -- | -- | -- | -- | -- |
| Peñarol      | 10   | 6  | 4  | 2  | 0  | 10 | 4  | 6  |
| Alianza Lima | 6    | 6  | 2  | 2  | 2  | 4  | 4  | 0  |
| Progreso     | 5    | 6  | 1  | 3  | 2  | 7  | 7  | 0  |
| San Agustín  | 3    | 6  | 1  | 1  | 4  | 5  | 11 | –6 |

| \| Fecha \| Lugar \| Local \| Resultado \| Visitante \| \| ---------- \| ---------- \| ------------ \| --------- \| ------------ \| \| 6 de mayo \| Montevideo \| Peñarol \| 3:2 \| Progreso \| \| 6 de mayo \| Lima \| San Agustín \| 0:2 \| Alianza Lima \| \| 12 de mayo \| Lima \| San Agustín \| 3:1 \| Progreso \| \| 15 de mayo \| Lima \| Alianza Lima \| 0:0 \| Progreso \| \| 20 de mayo \| Lima \| Alianza Lima \| 0:1 \| Peñarol \| \| 22 de mayo \| Lima \| San Agustín \| 1:1 \| Peñarol \| \| 26 de mayo \| Montevideo \| Progreso \| 1:1 \| Peñarol \| \| 26 de mayo \| Lima \| Alianza Lima \| 2:1 \| San Agustín \| \| 29 de mayo \| Montevideo \| Progreso \| 0:0 \| Alianza Lima \| \| 2 de junio \| Montevideo \| Peñarol \| 2:0 \| Alianza Lima \| \| 2 de junio \| Montevideo \| Progreso \| 3:0 \| San Agustín \| \| 9 de junio \| Montevideo \| Peñarol \| 2:0 \| San Agustín \| |            |              |           |              |
| Fecha | Lugar      | Local        | Resultado | Visitante    |
| 6 de mayo | Montevideo | Peñarol      | 3:2       | Progreso     |
| 6 de mayo | Lima       | San Agustín  | 0:2       | Alianza Lima |
| 12 de mayo | Lima       | San Agustín  | 3:1       | Progreso     |
| 15 de mayo | Lima       | Alianza Lima | 0:0       | Progreso     |
| 20 de mayo | Lima       | Alianza Lima | 0:1       | Peñarol      |
| 22 de mayo | Lima       | San Agustín  | 1:1       | Peñarol      |
| 26 de mayo | Montevideo | Progreso     | 1:1       | Peñarol      |
| 26 de mayo | Lima       | Alianza Lima | 2:1       | San Agustín  |
| 29 de mayo | Montevideo | Progreso     | 0:0       | Alianza Lima |
| 2 de junio | Montevideo | Peñarol      | 2:0       | Alianza Lima |
| 2 de junio | Montevideo | Progreso     | 3:0       | San Agustín  |
| 9 de junio | Montevideo | Peñarol      | 2:0       | San Agustín  |

## Segunda fase

### Grupo A
| Equipo          | Pts. | PJ | PG | PE | PP | GF | GC | DG  |
| --------------- | ---- | -- | -- | -- | -- | -- | -- | --- |
| América de Cali | 6    | 4  | 2  | 2  | 0  | 9  | 3  | 6   |
| Cobreloa        | 6    | 4  | 2  | 2  | 0  | 8  | 3  | 5   |
| Barcelona       | 0    | 4  | 0  | 0  | 4  | 0  | 11 | –11 |

| \| Fecha \| Lugar \| Local \| Resultado \| Visitante \| \| ---------------- \| --------- \| --------------- \| --------- \| --------------- \| \| 1 de septiembre \| Calama \| Cobreloa \| 3:0 \| Barcelona \| \| 4 de septiembre \| Calama \| Cobreloa \| 2:2 \| América de Cali \| \| 9 de septiembre \| Guayaquil \| Barcelona \| 0:2 \| América de Cali \| \| 15 de septiembre \| Guayaquil \| Barcelona \| 0:2 \| Cobreloa \| \| 18 de septiembre \| Cali \| América de Cali \| 1:1 \| Cobreloa \| \| 23 de septiembre \| Cali \| América de Cali \| 4:0 \| Barcelona \| |           |                 |           |                 |
| Fecha | Lugar     | Local           | Resultado | Visitante       |
| 1 de septiembre | Calama    | Cobreloa        | 3:0       | Barcelona       |
| 4 de septiembre | Calama    | Cobreloa        | 2:2       | América de Cali |
| 9 de septiembre | Guayaquil | Barcelona       | 0:2       | América de Cali |
| 15 de septiembre | Guayaquil | Barcelona       | 0:2       | Cobreloa        |
| 18 de septiembre | Cali      | América de Cali | 1:1       | Cobreloa        |
| 23 de septiembre | Cali      | América de Cali | 4:0       | Barcelona       |

### Grupo B
| Equipo        | Pts. | PJ | PG | PE | PP | GF | GC | DG |
| ------------- | ---- | -- | -- | -- | -- | -- | -- | -- |
| Peñarol       | 5    | 4  | 2  | 1  | 1  | 7  | 3  | 4  |
| River Plate   | 4    | 4  | 1  | 2  | 1  | 2  | 2  | 0  |
| Independiente | 3    | 4  | 1  | 1  | 2  | 4  | 8  | –4 |

| \| Fecha \| Lugar \| Local \| Resultado \| Visitante \| \| ---------------- \| ------------ \| ------------- \| --------- \| ------------- \| \| 26 de agosto \| Buenos Aires \| River Plate \| 0:0 \| Independiente \| \| 3 de septiembre \| Montevideo \| Peñarol \| 3:0 \| Independiente \| \| 16 de septiembre \| Montevideo \| Peñarol \| 0:0 \| River Plate \| \| 23 de septiembre \| Avellaneda \| Independiente \| 2:1 \| River Plate \| \| 30 de septiembre \| Avellaneda \| Independiente \| 2:4 \| Peñarol \| \| 7 de octubre \| Buenos Aires \| River Plate \| 1:0 \| Peñarol \| |              |               |           |               |
| Fecha | Lugar        | Local         | Resultado | Visitante     |
| 26 de agosto | Buenos Aires | River Plate   | 0:0       | Independiente |
| 3 de septiembre | Montevideo   | Peñarol       | 3:0       | Independiente |
| 16 de septiembre | Montevideo   | Peñarol       | 0:0       | River Plate   |
| 23 de septiembre | Avellaneda   | Independiente | 2:1       | River Plate   |
| 30 de septiembre | Avellaneda   | Independiente | 2:4       | Peñarol       |
| 7 de octubre | Buenos Aires | River Plate   | 1:0       | Peñarol       |

## Final
| Ida; 21 de octubre de 1987 | América de Cali            | 2:0 (2:0) | Peñarol | Estadio Pascual Guerrero, Cali                                  |                                                                 |
|                            | Battaglia 8' · Cabañas 27' | Reporte   |         | Asistencia: 65 000 espectadores Árbitro(s): José Roberto Wright | Asistencia: 65 000 espectadores Árbitro(s): José Roberto Wright |

| Vuelta; 28 de octubre de 1987 | Peñarol                  | 2:1 (0:1) | América de Cali | Estadio Centenario, Montevideo                               |                                                              |
|                               | Aguirre 68' · Villar 87' | Reporte   | Cabañas 19'     | Asistencia: 53 041 espectadores Árbitro(s): Ricardo Calabria | Asistencia: 53 041 espectadores Árbitro(s): Ricardo Calabria |

| Desempate; 31 de octubre de 1987 | Peñarol      | 1:0 (0:0, 0:0) (t. s.) | América de Cali | Estadio Nacional, Santiago                               |                                                          |
|                                  | Aguirre 120' | Reporte                |                 | Asistencia: 16 589 espectadores Árbitro(s): Hernán Silva | Asistencia: 16 589 espectadores Árbitro(s): Hernán Silva |

|                            |
| Bandera de Uruguay         |
| Campeón Peñarol 5.º título |

## Estadísticas

### Goleadores
| Jugador               | Club                   | Goles |
| --------------------- | ---------------------- | ----- |
| Ricardo Gareca        | América de Cali        | 7     |
| Juan Manuel Battaglia | América de Cali        | 6     |
| Diego Aguirre         | Peñarol                | 5     |
| Jorge Aravena         | Deportivo Cali         | 5     |
| Alejandro Barberón    | Independiente          | 5     |
| Pedro Febles          | Unión Atlético Táchira | 5     |
| Sergio Díaz           | Cobreloa               | 5     |

## Tabla General
| Equipo | Equipo                 | Pts | PJ | PG | PE | PP | GF | GC | Dif |
| ------ | ---------------------- | --- | -- | -- | -- | -- | -- | -- | --- |
| 1      | Peñarol                | 19  | 13 | 8  | 3  | 2  | 20 | 10 | +10 |
| 2      | América de Cali        | 16  | 13 | 6  | 4  | 3  | 25 | 11 | +14 |
| 3      | Cobreloa               | 14  | 10 | 5  | 4  | 1  | 16 | 7  | +9  |
| 4      | Barcelona              | 8   | 10 | 4  | 0  | 6  | 8  | 15 | –7  |
| 5      | River Plate            | 4   | 4  | 1  | 2  | 1  | 2  | 2  | 0   |
| 6      | Independiente          | 12  | 10 | 5  | 2  | 3  | 17 | 12 | +5  |
| 7      | Deportivo Cali         | 8   | 6  | 4  | 0  | 2  | 13 | 5  | +8  |
| 8      | Rosario Central        | 8   | 6  | 3  | 2  | 1  | 12 | 7  | +5  |
| 9      | Colo-Colo              | 7   | 6  | 2  | 3  | 1  | 6  | 4  | +2  |
| 10     | Olimpia                | 7   | 6  | 3  | 1  | 2  | 9  | 10 | –1  |
| 11     | Unión Atlético Táchira | 7   | 6  | 3  | 1  | 2  | 11 | 12 | –1  |
| 12     | El Nacional            | 6   | 6  | 3  | 0  | 3  | 12 | 7  | +5  |
| 13     | Alianza Lima           | 6   | 6  | 2  | 2  | 2  | 4  | 4  | 0   |
| 14     | Progreso               | 5   | 6  | 1  | 3  | 2  | 7  | 7  | 0   |
| 15     | Guarani                | 5   | 6  | 1  | 3  | 2  | 6  | 8  | –2  |
| 16     | The Strongest          | 6   | 6  | 2  | 1  | 3  | 7  | 16 | –9  |
| 17     | São Paulo              | 4   | 6  | 1  | 2  | 3  | 9  | 13 | –3  |
| 18     | Sol de América         | 3   | 6  | 1  | 1  | 4  | 7  | 12 | –5  |
| 19     | San Agustín            | 3   | 6  | 1  | 1  | 4  | 5  | 11 | –6  |
| 20     | Oriente Petrolero      | 3   | 6  | 1  | 1  | 4  | 7  | 14 | –7  |
| 21     | Estudiantes de Mérida  | 0   | 6  | 0  | 0  | 6  | 4  | 17 | –13 |